# インターコンチネンタルカップ (サッカー)1993
インターコンチネンタルカップ1993は、1993年12月12日に東京の国立霞ヶ丘競技場陸上競技場で開催された、サッカー世界一決定戦である。トヨタ ヨーロッパ/サウスアメリカ カップ(トヨタカップ)の名称での開催は14回目。UEFAチャンピオンズリーグの優勝チームであるオリンピック・マルセイユの八百長が発覚したため、大会への出場権が剥奪され、急遽準優勝チームであるミランが出場することとなった。
ミューレルのゴールで3-2とし、サンパウロが2度目優勝を果たした。MVPにはトニーニョ・セレーゾが選ばれた。

## 試合

### 概要
サンパウロはカテがメンバー外になった。一方のミランは、怪我のズボニミール・ボバン、ブライアン・ラウドルップ、怪我上がりのジャンルイジ・レンティーニが遠征メンバーに帯同せず、またデヤン・サビチェビッチが1991年大会で退場処分になっていたことから、出場出来ないとUEFAから連絡を受け、フロリン・ラドチョウが出場することとなった。しかし試合開始数時間前になって出場出来ると改めて連絡を受けたが、既に試合参加メンバーやプランゲームが決定していたため、サビチェビッチはメンバー外となった。ファビオ・カペッロは試合後、ラドチョウの出来が酷かったこともあり、プランを変えてでもサビチェビッチを起用しなかったことを後悔した。
前半19分、カフーの低いクロスからパリーニャが得点、サンパウロが先制した。ミランはダニエレ・マッサーロがこぼれ球をペナルティーエリア外からダイレフトボレー、これはクロスバーに当たり得点ならず。後半開始3分、ミランはマルセル・デサイーがゴール前に放り込むと、マッサーロがスライディングシュートで決めて同点とする。59分、サンパウロはレオナルドが左サイドを突破し低いクロスを入れ、これをトニーニョ・セレーゾが合わせて勝ち越した。81分にはロベルト・ドナドーニがペナルティーエリアのマッサーロにボールを送り、マッサーロはこれをバックヘッド、ゴール前に走り込んでいたジャン＝ピエール・パパンがヘッドで決めて再度同点とした。試合終了が近づいていた88分、セレーゾはミューレルを見つけると、ミランDF陣の背後に浮き球のパスを送る、前に飛び出してきたGKセバスティアーノ・ロッシとミューレルが交錯、こぼれ球がミューレルに当たる形でサンパウロが勝ち越した。結局この得点でサンパウロが勝利した。

### 詳細
| 1993年12月12日 12:00 UTC+09:00 |

| ミラン                        | 2 - 3 | サンパウロ                                                    |
| マッサーロ 48分 · パパン 81分 |       | パリーニャ 19分 · トニーニョ・セレーゾ 59分 · ミューレル 88分 |

| 国立霞ヶ丘競技場陸上競技場, 東京 観客数: 52,275人 主審: ジョエル・キニュー |

| ミラン | サンパウロ |

|                    |    |                              |      |
|                    |    |                              |      |
| GK                 | 1  | セバスティアーノ・ロッシ     |      |
| RB                 | 2  | クリスティアン・パヌッチ     |      |
| CB                 | 6  | フランコ・バレージ           |      |
| CB                 | 5  | アレッサンドロ・コスタクルタ |      |
| LB                 | 3  | パオロ・マルディーニ         |      |
| RM                 | 4  | デメトリオ・アルベルティーニ | 79分 |
| CM                 | 8  | マルセル・デサイー           |      |
| LM                 | 7  | ロベルト・ドナドーニ         |      |
| LM                 | 10 | ダニエレ・マッサーロ         |      |
| CF                 | 9  | ジャン＝ピエール・パパン     |      |
| CF                 | 11 | フロリン・ラドチョウ         | 79分 |
| 控え選手:          |    |                              |      |
| GK                 | 12 | マリオ・イエルポ             |      |
| DF                 | 13 | マウロ・タソッティ           | 79分 |
| MF                 | 14 | フェルナンド・デ・ナポリ     |      |
| DF                 | 15 | フィリッポ・ガッリ           |      |
| MF                 | 16 | アレッサンドロ・オルランド   | 79分 |
| 監督:              |    |                              |      |
| ファビオ・カペッロ |    |                              |      |

|                |    |                          |      |
|                |    |                          |      |
| GK             | 1  | ゼッチ                   |      |
| RB             | 2  | カフー                   |      |
| CB             | 3  | ヴァウベル               |      |
| CB             | 4  | ロナウダン               |      |
| LB             | 6  | アンドレ                 |      |
| DM             | 5  | ドリーヴァ               |      |
| DM             | 8  | ジーニョ                 |      |
| AM             | 11 | トニーニョ・セレーゾ     |      |
| AM             | 10 | レオナルド               |      |
| CF             | 7  | ミューレル               |      |
| CF             | 9  | パリーニャ               | 64分 |
| 控え選手:      |    |                          |      |
| GK             | 12 | ロジェリオ・セニ         |      |
| DF             | 13 | ジウマール               |      |
| MF             | 14 | ゴイアーノ               |      |
| MF             | 15 | ジュニーニョ・パウリスタ | 64分 |
| FW             | 16 | ヴァウデイール           |      |
| 監督:          |    |                          |      |
| テレ・サンタナ |    |                          |      |